# Admiralty Island National Monument
Le monument national de l'Île Admiralty (en anglais, Admiralty Island National Monument) est un monument national américain situé au sud-est de l'État de l'Alaska, sur l'île de l'Amirauté (région de Pandandle). Créé le 1er décembre 1978 et d'une superficie de 3 867 km2, il fait partie de la forêt nationale de Tongass. 

## Géographie

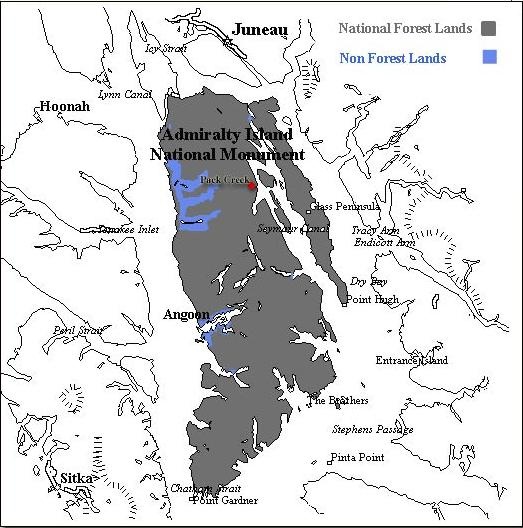
Carte du site.

Le fait d'être un monument national et de faire partie d'une réserve protège mieux la zone mais ne permet toutefois pas d'interdire toute activité humaine. Le parc est géré par le service des forêts des États-Unis, agence du département de l'Agriculture. L'éloignement du site de toute aire urbaine conduisit le Congrès des États-Unis à intégrer la gestion administrative du monument (hormis 74 km2) à la réserve de Kootznoowoo Wilderness.

## Écologie
La forêt pluviale est composée de pruches de l'ouest, d'épicéas (Picea sitchensis), d'épinettes de Sitka et de thuyas géants de Californie. La faune est composée de grizzlys, d'ours noirs, de saumons, de baleines, de chèvres des Rocheuses, et de cervidés.  L’île de l’Amirauté abrite la plus forte densité d’ours bruns en Amérique du Nord. On estime que 1 600 ours bruns habitent l’île, dépassant en nombre les résidents humains de l’Amirauté de près de trois contre un. Il compte plus d'ours bruns que l'ensemble des 48 États contigus et l'une des densités de pygargues à tête blanche les plus élevées du monde.
La Greens Creek Mine est une mine d'argent, d'or, de zinc et de plomb située au nord-ouest de l'île au sein du monument national. Ouverte en 1989, la mine pratique le drainage minier acide qui peut avoir un effet sur l'écosystème du lieu.